# Heinrich Gossen
 (décembre 2012).
Si vous disposez d'ouvrages ou d'articles de référence ou si vous connaissez des sites web de qualité traitant du thème abordé ici, merci de compléter l'article en donnant les références utiles à sa vérifiabilité et en les liant à la section « Notes et références ».
Hermann Heinrich Gossen (1810-1858), modeste employé, peut être considéré comme l'un des fondateurs de la théorie néo-classique du consommateur (voir école néo-classique). Peu connu de son vivant, il est l'auteur d'un seul ouvrage, L'Exposition des Lois de l'Échange, publié à compte d'auteur en 1854. 
Même si elle ne porte que sur l'analyse d'un bien isolé, la découverte de la notion d'utilité marginale peut lui être attribuée ainsi qu'à des précurseurs comme l'économiste allemand Johann Heinrich von Thünen, ou français comme Jules Dupuit ou Augustin Cournot.

Léon Walras, en 1879, traduit le texte en français qui contribue à faire connaître Gossen auprès d'un public plus vaste. 

## Biographie
Gossen étudie au lycée royal de Bonn, qui donnera naissance au lycée Beethoven de Bonn (de). Gossen s'inscrit le 18 décembre 1829  à l'université de Bonn, où il étudie pendant trois semestres. Il devient membre du Corps Rhenania Bonn (de). 

## L'Exposition des Lois de l'Échange
Gossen expose dans ce livre ce qu'il présente comme les lois de la consommation.

### Loi de prolongation
Première loi de Gossen : lorsqu'un plaisir quelconque se poursuit sans interruption, son intensité - après s'être au début élevée - décroît et finit par devenir nulle. Comme Gossen évalue le besoin en plaisir, cette première loi est aussi désignée comme étant celle de « l'intensité décroissante des besoins » ou loi de « satiabilité des besoins ».

Gossen dit encore que la forme et l'inclinaison de la courbe de décroissance d'un besoin varie selon les individus et - pour un même individu- d'un besoin à l'autre, selon la variation de leur intensité sous l'influence de satisfactions successives.
Deux économistes viennois vont reformuler cette loi :
Wieser substitue à l'analyse du plaisir, l'analyse du désir d'emploi de diverses unités d'un bien.
H. Mayer introduit la dimension temporelle dans le plan de consommation d'un individu et se démarque d'une étude des besoins de type hédoniste.  Pour lui, le sujet ne hiérarchise pas ses besoins par ordre d'apparition mais par ordre d'importance. Et un besoin d'intensité égale qui se manifeste de manière périodique doit être considéré comme ayant une valeur identique pour chaque période du plan de consommation. Ainsi est établie la notion de périodicité des besoins dans le temps.

### Loi de répétition
Deuxième loi de Gossen : lorsqu'une sensation agréable se répète, le degré d'intensité du plaisir et sa durée diminuent à chaque répétition. Intensité et durée décroissent d'autant plus vite que les répétitions se succèdent rapidement.
Ces constatations annoncent les démarches de type marginaliste : Pour celles-ci, le consommateur dans l'acte d'achat, s'efforce d'employer toute unité de monnaie supplémentaire en vue de maintenir le même niveau de satisfaction. (En termes marginalistes :  l'utilité marginale, divisée par le prix marginal, doit être maximale ou au moins identique pour tous les biens achetés et ce, en tenant compte de la contrainte budgétaire.) 

Conclusion : si l'un des biens achetés génère moins de satisfaction marginale, alors le consommateur doit renoncer à tout nouvel achat de ce bien, pour consacrer ses unités monétaires disponibles à l'achat d'autres biens, et ainsi obtenir plus ou au moins autant de satisfaction.